# Chironius multiventris
Espèce
Synonymes
- Chironius cochranae Hollis, 2006

Chironius multiventris  est une espèce de serpents de la famille des Colubridae.

## Description
Cette couleuvre peut atteindre une très grande taille, jusqu'à 260cm. 

## Répartition
Cette espèce se rencontre :
- en Bolivie ;
- dans le nord du Brésil ;
- dans le sud-est de la Colombie ;
- dans l'est de l'Équateur ;
- au Guyana ;
- en Guyane ;
- dans l'est du Pérou ;
- au Surinam ;
- dans le Sud et l'Est du Venezuela.

## Description
Dans leur description, Schmidt et Walker indiquent que le spécimen le plus grand en leur possession (le paratype de cette espèce) mesure 136 cm dont 56 cm pour la queue.

## Publications originales
- Hollis, 2006 : Phylogenetics of the genus Chironius Fitzinger, 1826 (Serpentes, Colubridae) based on morphology. Herpetologica, vol. 62, no 4, p. 435-453.
- Schmidt & Walker, 1943 : Peruvian snakes from the University of Arequipa. Zoological Series of Field Museum of Zoology, vol. 24, no 26, p. 279-296 (texte intégral).